# بریتا الرت گینینگ
بریتا الرت گینینگ (انگلیسی: Britta Elsert Gynning؛ زادهٔ ۵ دسامبر ۱۹۹۵) بازیکن فوتبال اهل سوئد است.